# مارك برايت
مارك برايت (بالإنجليزية: Mark Bright)‏ هو مقدم تلفزيوني ومعلق رياضي ولاعب كرة قدم بريطاني، ولد في 6 يونيو 1962 في ستوك أون ترينت في المملكة المتحدة. لعب مع بورت فايل وتشارلتون أثلتيك وشيفيلد وينزداي وكريستال بالاس وليستر سيتي ونادي سيون ونادي ميلوول.

## وصلات خارجية
- مارك برايت على موقع قاعدة بيانات كرة القدم.إي يو (الإنجليزية)
- مارك برايت على موقع عالم كرة القدم.نت (الإنجليزية)